# South Abaco
Pour les articles homonymes, voir Abaco.
South Abaco est l'un des 32 districts des Bahamas. Il est situé dans les îles Abacos, dans la partie sud de Great Abaco.

## Sources
- Statoids.com